# Réservoir de Zaïnsk
Le réservoir de Zaïnsk (en russe : Заинское водохранилище, Zaïnskoïe vodokhranilichtche ; en tatar : Зәй сусаклагычы, Zäy susaqlağıçı) est un lac artificiel de Russie situé sur la rivière Zaï, au Tatarstan.
Le réservoir de Zaïnsk a été mis en eau en 1963. Il devait fournir de l'eau de refroidissement à la centrale thermique de Zaïnsk. La ville de Zaïnsk se développe sur la rive nord du réservoir.

## Source
- (en) Cet article est partiellement ou en totalité issu de l’article de Wikipédia en anglais intitulé « Zainsk Reservoir » (voir la liste des auteurs).